# Крис Маркер
Крис Маркер (фр. Chris Marker; Неји на Сени, 29. јул 1921 — Париз, 29. јул 2012) је био француски писац, фотограф, редитељ документарних филмова, мултимедијални уметник и филмски есејиста. Његови најпознатији филмови су Пристаниште (1962), Дно ваздуха је црвено (1977) и Без Сунца (1983). Маркер се обично повезује са подгрупом на левој обали француског новог таласа који се догодио касних 1950-их и 1960-их, а укључивао је и друге филмске ствараоце као што су Алан Рене, Ањес Варда и Жак Деми.
Његов пријатељ и некада сарадник Алан Рене назвао га је „прототипом човека из двадесет првог века“. Теоретичар филма Рој Армс је о њему рекао: „Маркер је некласификован јер је јединствен... Француски филм има своје драматичара и његових песника, својих техничара и аутобиографа, али има само једног правог есејисту: Криса Маркера.

## Наслеђе
Пристаниште је био инспирација за дебитантски акциони филм Маморуа Осхија из 1987. Црвени спектакли (и касније за делове Ошијевог филма Авалон из 2001.), а такође је инспирисао 12. мајмуна Терија Гилијама (1995) и Годину ноктију Јонаса Куарона (2007) (2 многе снимке Мире Наир у њеном филму The Namesake из 2006. године.

## Радови

### Филмографија
- Olympia 52 (1952)
- Statues Also Die (1953 са Аланом Ренеом)
- Sunday in Peking (1956)
- Lettre de Sibérie (1957)
- Les Astronautes (1959)
- Description d'un combat (1960)
- ¡Cuba Sí! (1961)
- La jetée (1962)
- Le joli mai (1963, 2006)
- Le Mystère Koumiko (1965)
- Si j'avais quatre dromadaires (1966)
- Loin du Vietnam (1967)
- Rhodiacéta (1967)
- La Sixième face du pentagone (1968)
- Cinétracts (1968)
- À bientôt, j'espère (1968)
- On vous parle du Brésil: Tortures (1969)
- Jour de tournage (1969)
- Classe de lutte (1969)
- On vous parle de Paris: Maspero, les mots ont un sens (1970)
- On vous parle du Brésil: Carlos Marighela (1970)
- La Bataille des dix millions (1971)
- Le Train en marche (1971)
- On vous parle de Prague: le deuxième procès d'Artur London (1971)
- Vive la baleine (1972)
- L'Ambassade (1973)
- On vous parle du Chili: ce que disait Allende (1973)
- Puisqu'on vous dit que c'est possible (1974)
- La Solitude du chanteur de fond (1974)
- La Spirale (1975)
- A Grin Without a Cat (1977)
- Quand le siècle a pris formes (1978)
- Junkopia (1981)
- Sans Soleil (1983)
- 2084 (1984)
- From Chris to Christo (1985)
- Matta (1985)
- A.K. (1985)
- Eclats (1986)
- Mémoires pour Simone (1986)
- Tokyo Days (1988)
- Spectre (1988)
- The Owl's Legacy (L'héritage de la chouette) (1989)
- Bestiaire (1990)
  - Bestiaire 1. Chat écoutant la musique
  - Bestiaire 2. An owl is An owl is an owl
  - Bestiaire 3. Zoo Piece
- Getting away with it (1990)
- Berlin 1990 (1990)
- Détour Ceausescu (1991)
- Théorie des ensembles (1991)
- Coin fenêtre (1992)
- Azulmoon (1992)
- Le Tombeau d'Alexandre a.k.a. The Last Bolshevik (1992)
- Le 20 heurs dans les camps (1993)
- Prime Time in the Camps (1993)
- SLON Tango (1993)
- Bullfight in Okinawa (1994)
- Eclipse (1994)
- Haiku (1994)
  - Haiku 1. Petite Ceinture
  - Haiku 2. Chaika
  - Haiku 3. Owl Gets in Your Eyes
- Casque bleu (1995)
- Silent Movie (1995)
- Level Five (1997)
- One Day in the Life of Andrei Arsenevich (2000)
- Un maire au Kosovo (2000)
- Le facteur sonne toujours cheval (2001)
- Avril inquiet (2001)
- Le souvenir d'un avenir (2003)
- Un maire au Kosovo (2000)
- Chats Perchés (2004)
- Leila Attacks (2006)
- Stopover in Dubai (2011)

### Сарадње на филму
- Nuit et Brouillard (Resnais 1955)
- Toute la mémoire du monde (Resnais 1956)
- Les hommes de la baleine (Ruspoli 1956)
- Broadway by Light (Klein 1957)
- Le mystere de l'atelier quinze (Resnais et Heinrich 1957)
- Le Siècle a soif (Vogel 1958)
- La Mer et les jours (Vogel et Kaminker 1958)
- L'Amérique insolite (Reichenbach 1958)
- Django Reinhardt (Paviot 1959)
- Jouer à Paris (Varlin 1962)
- A Valparaiso (Ivens 1963)
- Les Chemins de la fortune (Kassovitz 1964)
- La Douceur du village (Reichenbach 1964)
- La Brûlure de mille soleils (Kast 1964)
- Le volcan interdit (Tazieff 1966)
- Europort-Rotterdam (Ivens 1966)
- On vous parle de Flins (Devart 1970)
- L'Afrique express (Tessier et Lang 1970)
- Kashima Paradise (Le Masson et Deswarte 1974)
- La Batalla de Chile (Guzman, 1975–1976)
- One Sister and Many Brothers (Makavejev 1994)

### Серије фотографија
- Koreans (1957, штампане 2009)
- Crush Art (2003–08)
- "Quelle heure est-elle?" (2004–08)
- PASSENGERS (2008–10)
- Staring Back

### Дигитални радови]
- Breathless (1995, штампано 2009)
- Hiroshima Mon Amour (1995, штампано 2009)
- Owl People (1995, штампано 2009)
- Rin Tin Tin (1995, штампано 2009)

### Фотогравуре
- After Dürer (2005–07, printed in 2009)

### Видео инсталације
- Silent Movie (1995)
- Owls at Noon Prelude: The Hollow Men (2005)